# جنی گارث
جنی گارث (انگلیسی: Jennie Garth؛ زادهٔ ۳ آوریل ۱۹۷۲) هنرپیشه اهل ایالات متحده آمریکا است. وی از سال ۱۹۸۹ میلادی تاکنون مشغول فعالیت بوده‌است.

## بخشی از فیلمشناسی
از فیلم‌ها یا برنامه‌های تلویزیونی که وی در آن نقش داشته‌است می‌توان به آثار زیر اشاره کرد.
- مسائل اولیه (۱۹۸۹)
- بورلی هیلز، ۹۰۲۱۰ (۱۹۹۰–۲۰۰۰)
- این رفتارت را دوست دارم (۲۰۰۲–۲۰۰۶)
- بابای آمریکایی! (۲۰۰۶)
- رقص با ستارگان (۲۰۰۷)
- ۹۰۲۱۰ (مجموعه تلویزیونی) (۲۰۰۸–۲۰۱۰)
- اجتماع (مجموعه تلویزیونی) (۲۰۱۳)
- مرغ ربات (۲۰۱۶)
- استووی گریفن: داستان ناگفته (۲۰۰۵)